# Vlag van Midden-Delfland

vlag van de gemeente Midden-Delfland

De vlag van Midden-Delfland werd op 29 maart 2005 door de gemeenteraad van de Zuid-Hollandse gemeente Midden-Delfland aangenomen als gemeentelijke vlag. De vlag werd door de Hoge Raad van Adel ontworpen, en kan als volgt beschreven:
Drie golvende banen in de kleuren blauw, wit en groen, op de witte baan vaart een driemaster met wimpels aan de masten en een vlag aan de spiegel, in de groene baan is een witte uitgerekte letter "M" geplaatst.
De gemeente verklaart de vlag als volgt:
De vlag van Midden-Delfland heeft drie golvende banen in de kleuren blauw, wit en groen. Blauw staat voor de lucht, wit voor water en groen voor gras. Het gras staat natuurlijk symbool voor het open groene gebied van Midden-Delfland. Het schip op de vlag staat voor historie en beweging. Dit schip komt van het gemeentewapen van Schipluiden. Op de vlag is het schip ‘gekeerd’ , zodat het meer ruimte voor zich heeft. De uitgerekte letter ‘M’ staat ook voor historie. Deze komt van het gemeentewapen van Maasland. De ‘M’ beeldde destijds de Maas uit, die zich door het groene land kronkelt.
De vlag is een vereenvoudigde versie van het wapen van Midden-Delfland, dat na de fusie tussen Maasland en Schipluiden is vastgesteld. De symbolen op de wapens van beide voormalige gemeenten zijn op het nieuwe gemeentewapen en de nieuwe vlag gecombineerd. Behalve dat het schip meer ruimte voor zich heeft nu het is omgekeerd, is het ook gevoelsmatig logisch dat het zeilschip dezelfde kant op vaart zoals de wind de vlag doet waaien.

## Verwante symbolen

Wapen van Midden-Delfland
Wapen van Schipluiden
Wapen van Maasland
Vlag van Maasland

Alblasserdam
· Albrandswaard
· Alphen aan den Rijn
· Barendrecht
· Bodegraven-Reeuwijk
· Capelle aan den IJssel
· Delft
· Den Haag
· Dordrecht
· Goeree-Overflakkee
· Gorinchem
· Gouda
· Hardinxveld-Giessendam
· Hendrik-Ido-Ambacht
· Hillegom
· Hoeksche Waard
· Kaag en Braassem
· Katwijk
· Krimpen aan den IJssel
· Krimpenerwaard
· Lansingerland
· Leiden
· Leiderdorp
· Leidschendam-Voorburg
· Lisse
· Maassluis
· Midden-Delfland
· Molenlanden
· Nieuwkoop
· Nissewaard
· Noordwijk
· Oegstgeest
· Papendrecht
· Pijnacker-Nootdorp
· Ridderkerk
· Rijswijk
· Rotterdam
· Schiedam
· Sliedrecht
· Teylingen
· Vlaardingen
· Voorne aan Zee
· Voorschoten
· Waddinxveen
· Wassenaar
· Westland
· Zoetermeer
· Zoeterwoude
· Zuidplas
· Zwijndrecht